# Armeria berlengensis
Armeria berlengensis é uma espécie de sub-arbusto com aproximadamente 40 cm de diâmetro, cujas folhas se encontram dispostas em penachos terminais.
É uma espécie endémica do Arquipélago das Berlengas que ocorre nos rochedos graníticos de todas as ilhas, sendo comum tanto nas Berlengas quanto nos Farilhões.
A sua floração dá-se entre os meses de abril e maio.